# Mazières-Naresse
Mazières-Naresse è un comune francese di 137 abitanti situato nel dipartimento del Lot e Garonna nella regione della Nuova Aquitania.

## Società

### Evoluzione demografica
Abitanti censiti